# Station Nijkerk
Station Nijkerk is een spoorwegstation, van het Standaardtype NCS 1e klasse, dat van de hand is van Nicolaas Kamperdijk, in het Gelderse Nijkerk aan de spoorlijn Amersfoort - Zwolle (Centraalspoorweg). Het station werd geopend op 20 augustus 1863, voorzien van een noodgebouwtje. Het stationsgebouw werd geopend in 1865. In 1903 werd Nijkerk ook eindpunt van de Kippenlijn Ede - Barneveld - Nijkerk, hiervoor werd ook het stationsgebouw verbouwd. Dit oude NCS-stationsgebouw is nog steeds in gebruik. De lijn naar Nijkerk werd echter in 1937 weer ingekort tot Barneveld Noord - Ede.

## Geschiedenis
Nijkerk was vroeger een belangrijk overstapstation van de NS: tot 1937 had Nijkerk een verbinding met Barneveld, Lunteren, Ede en Wageningen. De trein had perrons in de buurtschappen Appel en Driedorp. Ook in Voorthuizen was een station. Deze lijnverbinding heeft bestaan van 1903 tot 1937.
Nijkerk had tot de sluiting van de Kippenlijn dus drie perronsporen en een aanzienlijk opstel- en rangeerterrein rondom de perronsporen. Het vroegere spoor is deels bebouwd met sportterreinen, parkeerterreinen, industrie en fietsenstallingen.
In 1903 bij de aanleg van de Kippenlijn naar Nijkerk is er een Havenspoorlijn aangelegd van het station naar de haven van Nijkerk. De sluiting van de Havenspoorlijn vond plaats in 1972, waarna deze na een aantal jaren werd opgebroken. Toen zijn ook de laatste opstel-, rangeer- en inhaalsporen van station Nijkerk verwijderd. Sindsdien bestaat het emplacement alleen nog uit de hoofdsporen van het baanvak Utrecht - Zwolle. In de eerste maanden van 1988 werd de oude NCS perronkap van het vroegere eilandperron voor de richtingen voor Zwolle/Ede gesloopt. De perronkap bij het oude stationsgebouw is behouden.

## Treinen
Het station wordt bediend door de volgende treinseries:
| Serie | Treinsoort    | Route                                                                         | Bijzonderheden |
| ----- | ------------- | ----------------------------------------------------------------------------- | --- |
| 5300  | Sprinter (NS) | Amersfoort Centraal – Nijkerk – Harderwijk                                    | Rijdt van maandag t/m donderdag in de ochtendspits naar Amersfoort Centraal en in de middagspits naar Harderwijk. Stopt niet in Amersfoort Schothorst, Amersfoort Vathorst, Putten en Ermelo. |
| 5600  | Sprinter (NS) | Utrecht Centraal – Utrecht Overvecht – Amersfoort Centraal – Nijkerk – Zwolle | |

## Bussen
De volgende buslijnen stoppen op station Nijkerk:
| Lijn | Route                                                                        | Vervoerder                         | Soort     | Bijzonderheden                                                    |
| ---- | ---------------------------------------------------------------------------- | ---------------------------------- | --------- | ----------------------------------------------------------------- |
| 101  | Amersfoort - Nijkerk - Putten - Ermelo - Harderwijk                          | EBS                                | Streekbus | 's Avonds en in het weekend als ReserveerRRReis binnen Harderwijk |
| 142  | Amersfoort Vathorst - Nijkerk - Zeewolde - Harderhaven - Harderwijk          | EBS                                | Streekbus |                                                                   |
| 503  | Nijkerk - Bunschoten-Spakenburg - Eemdijk                                    | Syntus Utrecht                     | Buurtbus  |                                                                   |
| 509  | Barneveld - Achterveld - Leusden - Hoevelaken - Nijkerkerveen - Nijkerk      | EBS                                | Buurtbus  |                                                                   |
| 603  | Eemdijk Pontveer → Bunschoten-Spakenburg - Nijkerk - Nijkerk Corlaer College | Pouw Vervoer i.o.v. Syntus Utrecht | Schoolbus |                                                                   |
| 687  | Barneveld - Appel - Driedorp - Nijkerk                                       | EBS                                | Schoolbus |                                                                   |

## Ontwikkeling aantal reizigers
Het aantal door NS vervoerde reizigers (per gemiddelde werkdag) ontwikkelde zich sedert 2019 als volgt:
| Jaar | Aantal reizigers |
| ---- | ---------------- |
| 2019 | 3.670            |
| 2020 | 1.789            |
| 2021 | 1.956            |
| 2022 | 2.630            |
| 2023 | 2.906            |
| 2024 | 2.881            |

## Afbeeldingen

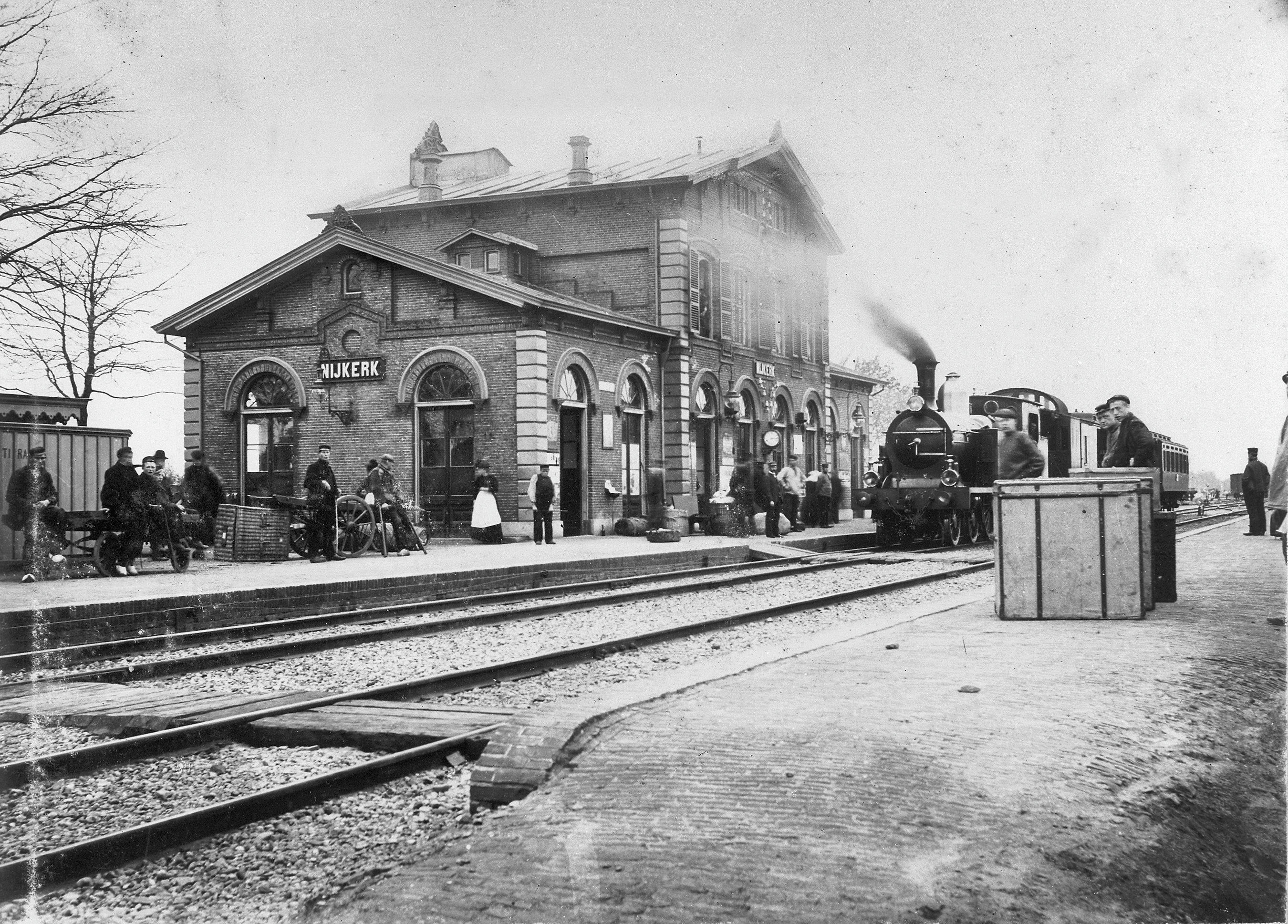
Station Nijkerk in het begin van de 20e eeuw
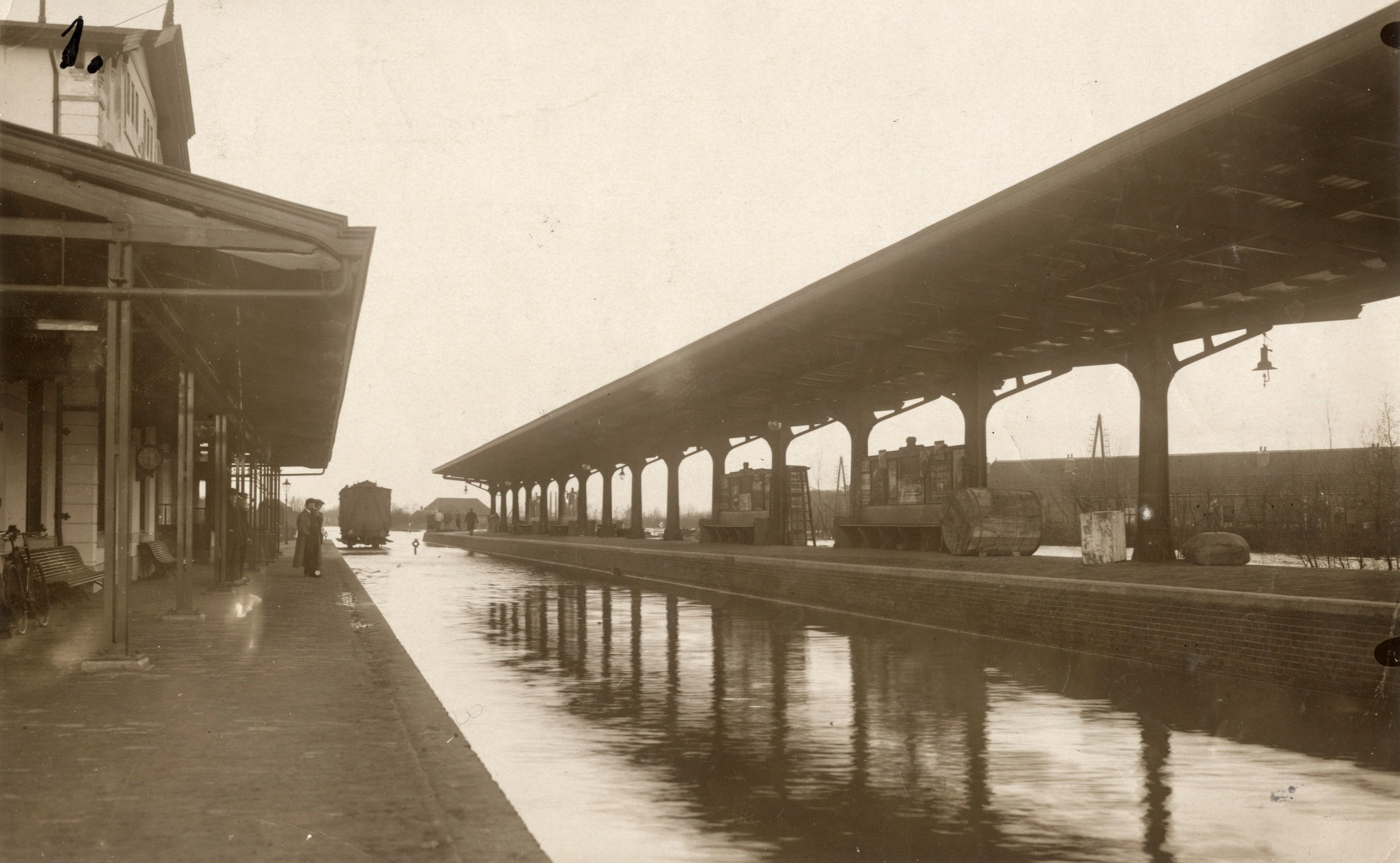
Station Nijkerk in 1916
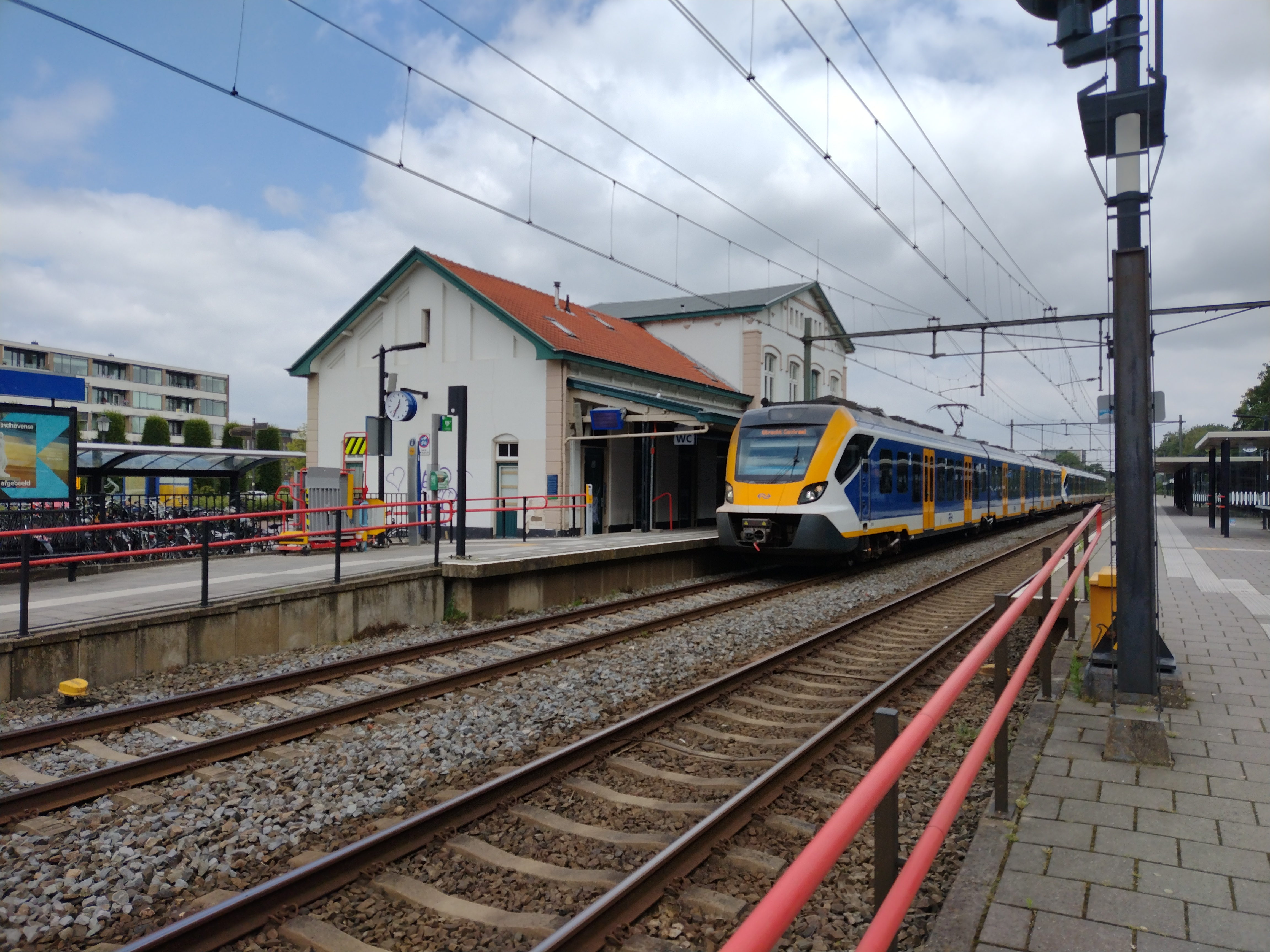
SNG op het station
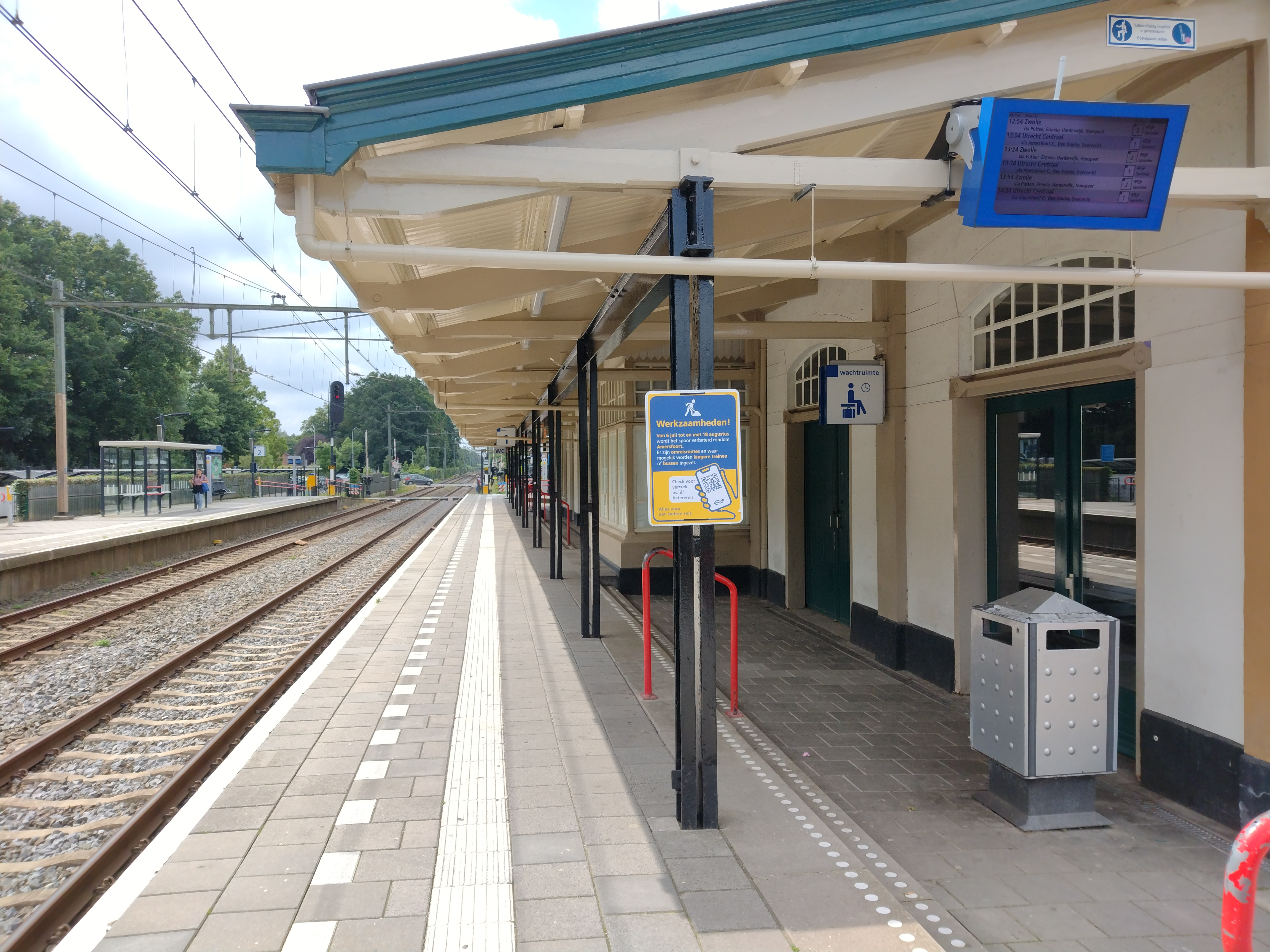
Perron
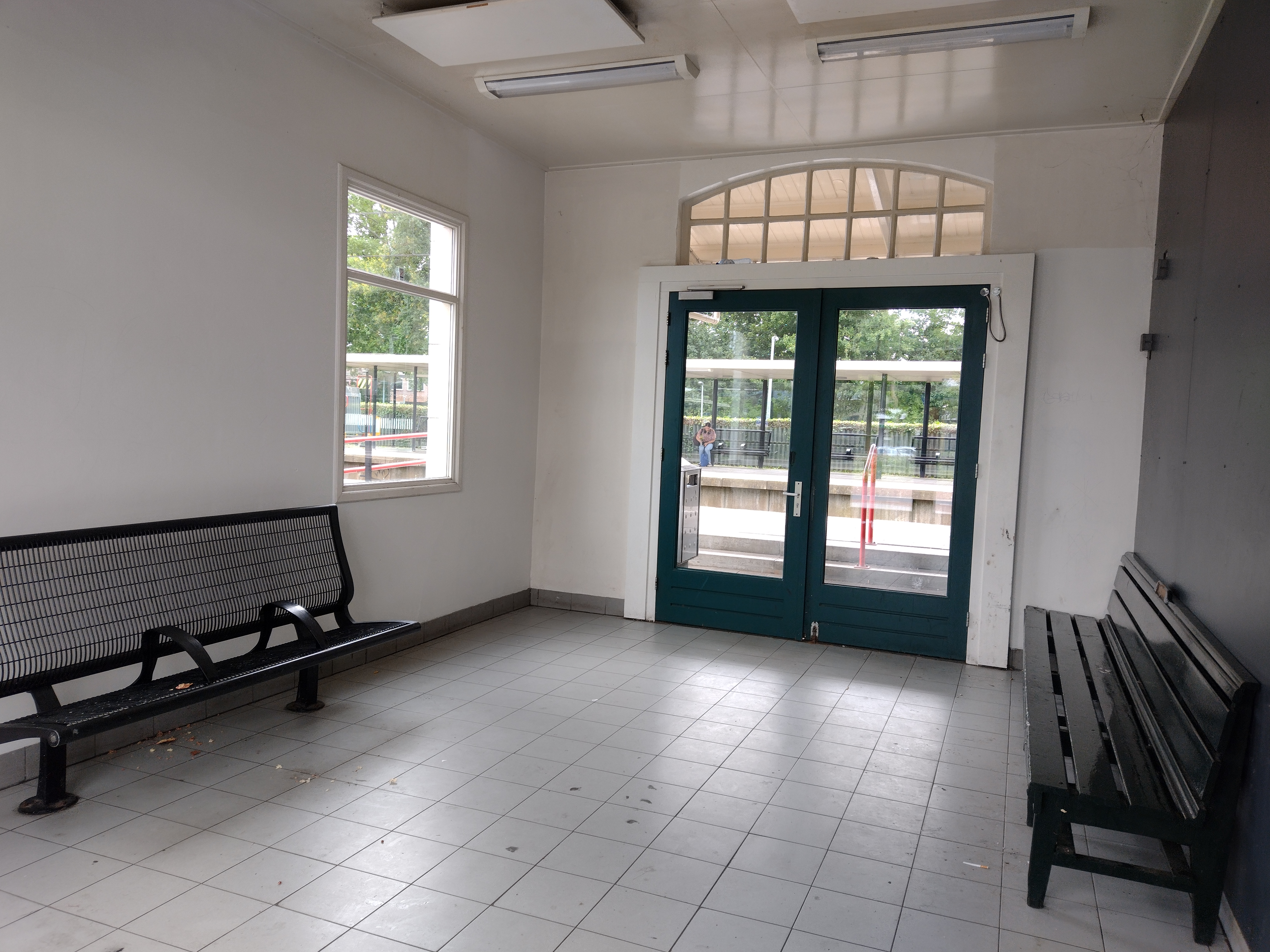
Wachtruimte in het oude stationsgebouw

## Trivia
Op het internet is er een modelbouwer die station Nijkerk als uitgangspunt heeft. De modelspoorbaan is gesitueerd tussen 1968 en 1978.